# Obrigheim (Baden)
Obrigheim ist eine Gemeinde im Neckar-Odenwald-Kreis in Baden-Württemberg. Sie gehört zur europäischen Metropolregion Rhein-Neckar.

## Geographie

### Geographische Lage
Die Gemeinde Obrigheim liegt an der Burgenstraße an den Ausläufern des Odenwaldes am Westufer des Neckars unmittelbar gegenüber dem Mosbacher Stadtteil Diedesheim, rund 50 Kilometer östlich von Heidelberg und rund 30 Kilometer nördlich von Heilbronn. Das Gemeindegebiet liegt im Naturpark Neckartal-Odenwald zwischen 138 und 323 Meter Höhe.

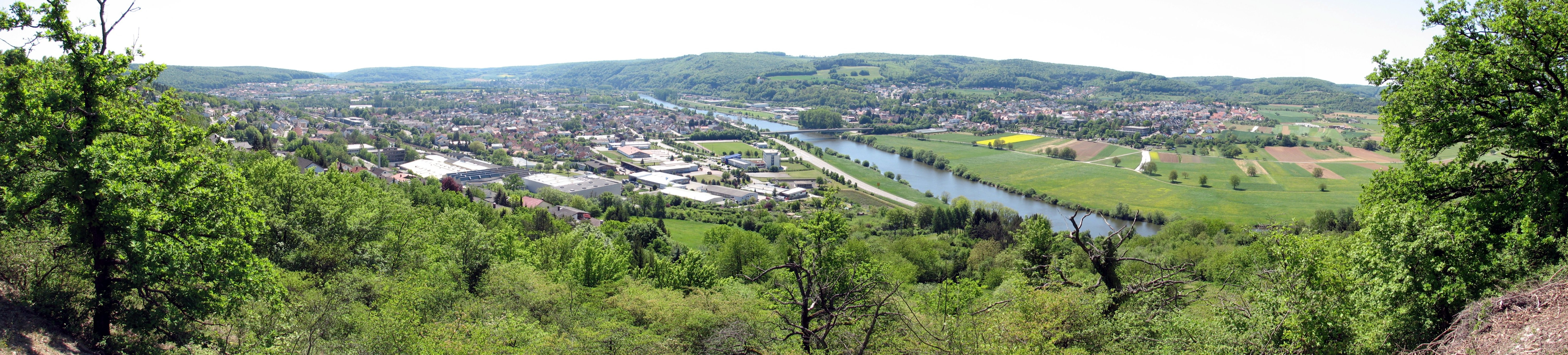
Obrigheim (rechts) und Diedesheim (links) im Elzmündungsraum

### Gemeindegliederung
Zur Gemeinde Obrigheim gehören die ehemaligen Gemeinden Asbach und Mörtelstein.
Zur ehemaligen Gemeinde Asbach gehören das Dorf Asbach und die Häuser Bahnstation Asbach.
Zur ehemaligen Gemeinde Mörtelstein gehören das Dorf Mörtelstein und das Haus Neckarhelde.
Zur Gemeinde Obrigheim in den Grenzen von 1970 gehören das Dorf Obrigheim, der Ort Neuburg und das Gehöft Kirstetterhof.

Im Gebiet der ehemaligen Gemeinde Mörtelstein liegt die Wüstung Schollenrain.

## Geschichte

### Erste Besiedlung
Verschiedene Funde aus der Jungsteinzeit und der Zeit der Bandkeramiker weisen auf eine sehr frühe Besiedlung im heutigen Gemeindegebiet von Obrigheim hin. Ebenso wurden stein- und bronzezeitliche Gräber entdeckt. Aus keltischer Zeit wurden in Obrigheim Skelettgräber und Grabbeigaben gefunden. Die Römer unterhielten in Obrigheim eine Siedlung, um den Neckar-Odenwald-Limes zu sichern und den Neckar- und damit Grenzübergang (vermutlich eine Furt, da keine Brücke nachgewiesen werden konnte) zu überwachen. Aus römischer Zeit sind die Fundamente einer Villa Rustica bei Kälbertshausen und der in der Ortsmitte ausgegrabene Merkurstein erhalten. Wie im gesamten rechtsrheinischen Südwestdeutschland wurden die Römer im 3. Jahrhundert von den Alemannen vertrieben, denen im 6. Jahrhundert die Franken folgten.

### Erste Erwähnung
Im Lorscher Codex wurde 773 die Schenkung eines gewissen Reginhard von Gütern in Ubracheim an das Kloster Lorsch erwähnt. Obrigheim wurde abermals im Jahr 976 im Zusammenhang mit der Verleihung des Stifts Mosbach an Worms durch Kaiser Otto II. erwähnt. Die erste Erwähnung des Ortsteils Mörtelstein datiert um das Jahr 1000, die des Ortsteils Asbach um 1100.

### Mittelalter
Im Mittelalter gab es in Obrigheim drei Burgen. Älteste Burg des Dorfs war die Burg Obrigheim in der Ortsmitte auf der Anhöhe bei der heutigen evangelischen Kirche, die bereits 1142 erstmals in den Urkunden erscheint. Sie wurde vermutlich von der edelfreien Adelsfamilie der Herren von Obrigheim gegründet, die seit 1082 urkundlich nachweisbar ist. Im 13. Jahrhundert war die Anlage dann im Besitz einer gleichnamigen Ministerialenfamilie, die in Beziehung zur Pfalz Wimpfen stand. Im Laufe des 14. Jahrhunderts wurde die Burg Stück für Stück von den rheinischen Pfalzgrafen erworben. So erwarb Pfalzgraf Ruprecht I. 1369 die Anteile des Cuntze von Obrigheim an der „alten Burg“. Die Pfalzgrafen bei Rhein hatten bereits Ende des 13. Jahrhunderts auf dem neckaraufwärts gelegenen Karlsberg eine weitere Burg errichtet, die zeitweise den Namen Burg Landsehr führte. Schon ab 1290 bestand ein kurpfälzisches Amt in Obrigheim, das später in das Tempelhaus nach Neckarelz am anderen Neckarufer verlegt wurde. Die Anlage auf dem Karlsberg wurde aber vermutlich bereits in der Mitte des 14. Jahrhunderts wieder aufgegeben.
Jüngste Burg des Ortes ist vermutlich Schloss Neuburg, das erst 1384 in den Quellen erscheint und kaum vor Mitte des 14. Jahrhunderts errichtet worden sein dürfte. Die „alte Burg“ war nach der pfälzischen Teilung 1410 zeitweise noch Wohnsitz eines pfalz-mosbachischen Lehensmanns. Sie wurde vermutlich an der Wende vom 15. zum 16. Jahrhundert aufgegeben und ihr Areal später teilweise überbaut. Die Neuburg wurde dagegen in den folgenden drei Jahrhunderten immer wieder an pfälzische Vasallenfamilien zu Lehen vergeben. Im 16. Jahrhundert hatten die Herren von Rossau die Neuburg zu Lehen und gestalteten diese teilweise um. Das Schloss ist bis heute das von fern zu sehende Wahrzeichen des Ortes. Kirchen sind in Obrigheim und Mörtelstein seit 1371 nachgewiesen.

### Dreißigjähriger Krieg
Im Dreißigjährigen Krieg wurde Obrigheim 1635 praktisch ausgelöscht. Die weitere Existenz des Ortes ist nur der Ansiedlung von mehrheitlich Schweizer Einwanderern durch die Pfalzgrafen zu verdanken. Lehensherr der Neuburg war während des Krieges mehrere Jahre der kurfürstlich-bayerische Kanzler Georg Friedrich von Iselbach. Der ohnehin von Kriegen und Seuchen nicht verschonte Ort sollte nach dem Dreißigjährigen Krieg über 200 Jahre von Armut und großem Elend geprägt sein.

### 18. und 19. Jahrhundert
1786 bestanden im Ort Obrigheim drei Kirchen, eine Schule und 118 Häuser. Während der Koalitionskriege kam es am 4. November 1799 zum Gefecht bei Obrigheim, während dessen der das rechte Neckarufer bei Diedesheim und Neckarelz besetzende Carl Philipp von Wrede mit seinen Truppen Obrigheim, das von rund 500 Franzosen besetzt gehalten worden war, einnahm.
1803 kam der Ort zum Fürstentum Leiningen, 1806 Übergang zum neu geschaffenen Großherzogtum Baden. Das Elend der Einwohner verursacht eine Auswanderungswelle, überwiegend nach Amerika. 1845 erwarb Graf Carl von Leiningen-Billigheim Schloss Neuburg. Er ließ das Schloss im Stil der Burgenromantik umbauen und gab ihm sein heutiges Aussehen. 1862 wurde die Odenwaldbahn über Obrigheim gebaut. Ein Bahnhof wurde aber erst 1891 eingerichtet.
Im 19. Jahrhundert siedelten sich die ersten Industriebetriebe in Obrigheim an. Ab 1847 gab es ein Gipsbergwerk. 1888 richtete die Achsen- und Federnfabrik „Gebrüder Dörflinger“ aus Mannheim im Ort ein Zweigwerk ein. Im Jahre 1900 waren bereits zahlreiche Einwohner des Dorfes in der Industrie beschäftigt. Die Federnfabrik besaß 47 und das Gipsberwerk 21 Beschäftigte. 66 Obrigheimer arbeiteten damals in Diedesheim und Neckarelz, wo es ein Zementwerk und zwei Eisengießereien gab.

### Zeit des Nationalsozialismus und Zweiter Weltkrieg 1933–1945
1935 wurde Schloss Neuburg Kreisschulungsburg der NSDAP. 1939 wurden 1197 Einwohner gezählt, Ende 1945 waren es 1367.
In Neckarelz war von 1944 bis 1945 ein Außenlager des KZ Natzweiler-Struthof. Die Häftlinge haben in die Obrigheimer Gipsstollen Fabrikationsräume gehauen. Gefangen waren sie zunächst in der Schule im Ortsteil Mosbach-Neckarelz auf der gegenüberliegenden Neckarseite. Der Lagerkomplex wuchs schnell. In der unterirdischen Bomberflugzeugmotorenfabrik in Obrigheim arbeiteten fast 10.000 Menschen, viele von ihnen Gefangene verschiedener Art. Unter ihnen bildeten die 5.000 KZ-Häftlinge die Hauptgruppe. 900 konnten April 1945 befreit werden. Die Eisenbahnverbindungen und die nahen Rüstungsbetriebe waren der Anlass mehrerer Luftangriffe während des Krieges.

### Gegenwart

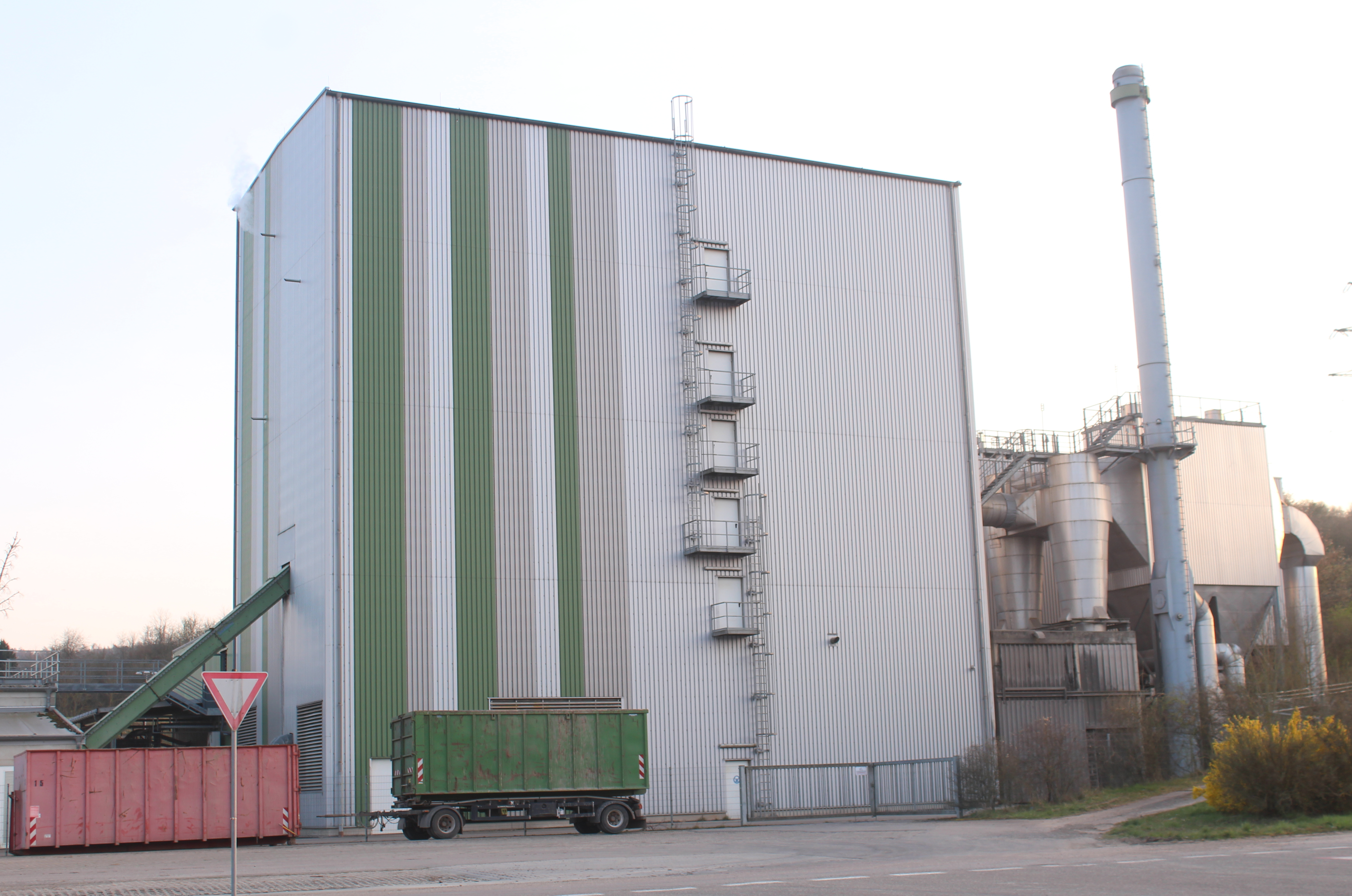
Biomasseheizkraftwerk Obrigheim

Nach dem Krieg wurden Heimatvertriebene in Schloss Neuburg untergebracht. 1961 wurde die Gemeinde als Standort des ersten kommerziell genutzten Kernkraftwerks in Deutschland auserwählt. Die Gründung der Kernkraftwerk Obrigheim GmbH (KWO) mit einem Stammkapital von 100 Mio. DM setzte ab 1964 wichtige wirtschaftliche Impulse in der Region, war aber auch umstritten. Das Kraftwerk wurde auch als eines der ersten 2005 stillgelegt.
Als Ersatz richtete die Gemeinde auf einem direkt angrenzenden Gelände das Biomasseheizkraftwerk Obrigheim (BKWO) ein. Dieses erzeugte seit Januar 2009 eine Feuerungswärmeleistung von ca. 22,5 MW sowie eine elektrische Leistung von etwa 6.470 kW. Inzwischen (Stand 2019) läuft das BKWO im Normalbetrieb.

### Eingemeindungen
- 1. Januar 1971: Mörtelstein[5]
- 1. Januar 1973: Asbach[5]

## Demographie
Bevölkerungsentwicklung:
| Jahr | Einwohnerzahl |
| ---- | ------------- |
| 1990 | 5.302         |
| 2001 | 5.375         |
| 2011 | 5.160         |
| 2021 | 5.407         |

## Religionen
Seit der Reformation ist Obrigheim überwiegend evangelisch geprägt. Neben den drei früheren evangelischen Kirchengemeinden, die seit 2006 eine Kirchengemeinde bilden, besteht heute jedoch auch eine römisch-katholische Gemeinde im Ort.

## Politik

### Gemeinderat

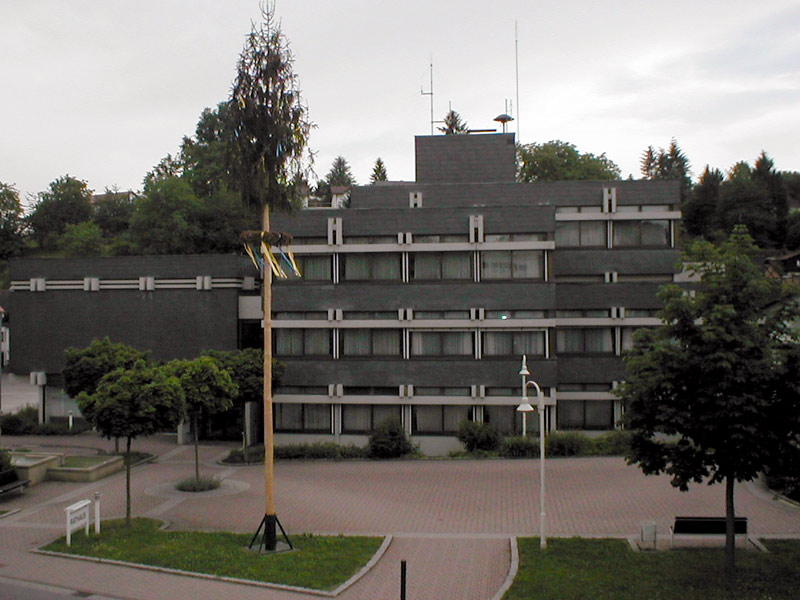
Rathaus

In Obrigheim wird der Gemeinderat nach dem Verfahren der unechten Teilortswahl gewählt. Diese garantiert den Ortsteilen eine festgelegte Anzahl von Sitzen. Aus Obrigheim kommen mindestens zwölf, aus Asbach mindestens vier, aus Mörtelstein mindestens zwei Gemeinderäte. Der Gemeinderat hat normalerweise 18 Mitglieder. Dabei kann sich die Zahl der Gemeinderäte durch Überhangmandate (Ausgleichssitze) verändern. 2024 besteht er aus 18 gewählten ehrenamtlichen Gemeinderäten und dem Bürgermeister als Vorsitzendem. Der Bürgermeister ist im Gemeinderat stimmberechtigt.
Die Kommunalwahl am 9. Juni 2024 führte zu folgendem Ergebnis.
| Parteien und Wählergemeinschaften | Parteien und Wählergemeinschaften                       | % 2024  | Sitze 2024 | % 2019 | Sitze 2019 | Kommunalwahl 2024 %6050403020100 51,86 % (+2,66 %p)36,94 % (−0,36 %p)11,19 % (−2,31 %p) FWCDUSPD20192024 |
| FW                                | Freie Wähler Obrigheim                                  | 51,86   | 9          | 49,2   | 9          | Kommunalwahl 2024 %6050403020100 51,86 % (+2,66 %p)36,94 % (−0,36 %p)11,19 % (−2,31 %p) FWCDUSPD20192024 |
| CDU/BL                            | Christlich Demokratische Union Deutschlands/Bürgerliste | 36,94   | 7          | 37,3   | 7          | Kommunalwahl 2024 %6050403020100 51,86 % (+2,66 %p)36,94 % (−0,36 %p)11,19 % (−2,31 %p) FWCDUSPD20192024 |
| SPD                               | Sozialdemokratische Partei Deutschlands                 | 11,19   | 2          | 13,5   | 3          | Kommunalwahl 2024 %6050403020100 51,86 % (+2,66 %p)36,94 % (−0,36 %p)11,19 % (−2,31 %p) FWCDUSPD20192024 |
| gesamt                            | gesamt                                                  | 100,0   | 18         | 100,0  | 19         | Kommunalwahl 2024 %6050403020100 51,86 % (+2,66 %p)36,94 % (−0,36 %p)11,19 % (−2,31 %p) FWCDUSPD20192024 |
| Wahlbeteiligung                   | Wahlbeteiligung                                         | 59,41 % | 59,41 %    | 59,0 % | 59,0 %     | Kommunalwahl 2024 %6050403020100 51,86 % (+2,66 %p)36,94 % (−0,36 %p)11,19 % (−2,31 %p) FWCDUSPD20192024 |

### Bürgermeister

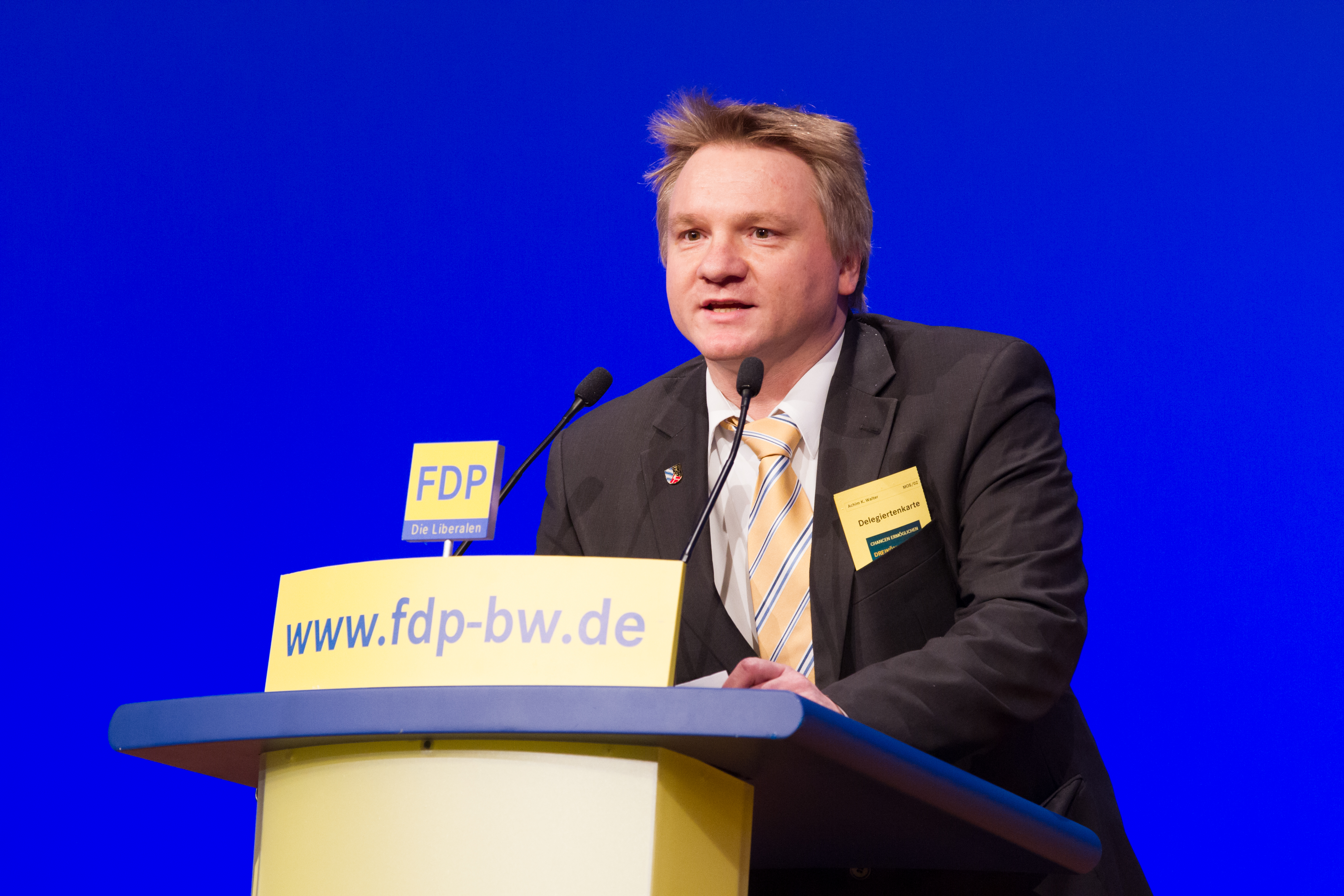
Bürgermeister Achim Walter (2015)

Im Oktober 2014 wurde Achim Walter (FDP) mit 83,24 Prozent der Stimmen zum neuen Bürgermeister gewählt. Amtsinhaber Roland Lauer (CDU) war nach 24 Jahren nicht mehr angetreten. Am 9. Oktober 2022 wurde Walter mit 75,22 Prozent der Stimmen für eine zweite Amtszeit wiedergewählt. Im Sommer 2025 verstarb er überraschend.

### Wappen
Die Blasonierung des Wappens lautet: Durch eine aufsteigende, eingebogene rote Spitze, worin ein schmaler, in drei beieinanderliegende Kugeln (1:2) auslaufender silberner (weißer) Göpel, gespalten; vorn von Blau und Silber (Weiß) schräglinks gerautet, hinten in Schwarz ein rot bewehrter und rot bezungter goldener (gelber) Löwe.
Seit dem 18. Jahrhundert wurden die pfälzischen heraldischen Embleme Rauten und Löwe neben dem nicht zu deutenden Fleckenzeichen Obrigheims in den Siegeln geführt, wobei das Fleckenzeichen entweder wie im Gemeindewappen oder umgekehrt, als aus einem Dreiberg wachsende schmale Deichsel, dargestellt ist.

### Gemeindepartnerschaften
Obrigheim unterhält partnerschaftliche Beziehungen mit
- Krško, Slowenien seit 1982 und
- Chantepie, Frankreich seit 1998.

## Kultur und Sehenswürdigkeiten
Im Rahmen des Geopark-Projekts:

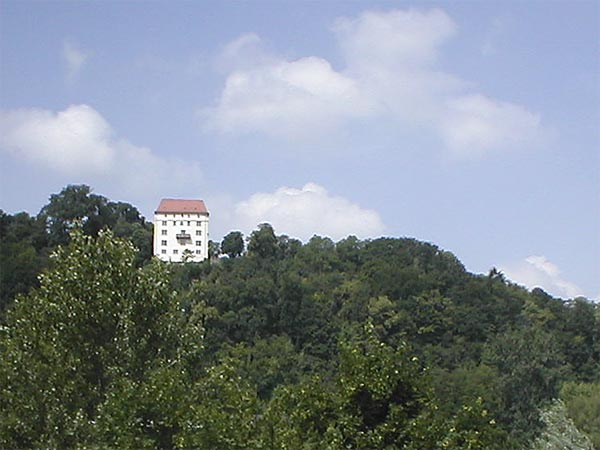
Schloss Neuburg auf dem charakteristischen Hügelzug oberhalb von Obrigheim

- Goldfischpfad der KZ-Gedenkstätte Neckarelz, Geschichtslehrpfad zu den Tunnelanlagen „Goldfisch“ und „Brasse“
- Gipslehrpfad – Die Gipsgrube zwischen Obrigheim und Hochhausen ist die größte und älteste Untertage-Gipsgrube in Deutschland (seit 1850).

### Museen
- Heimatmuseum Obrigheim

### Bauwerke

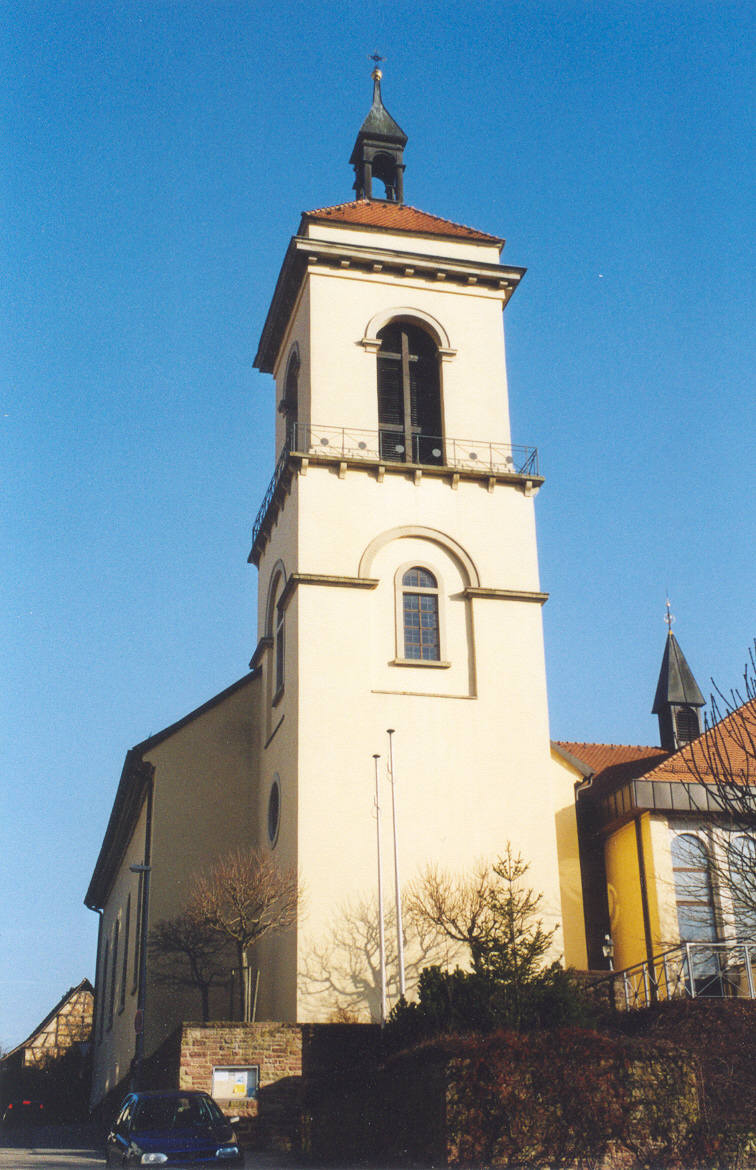
Kath. Kirche im Weinbrenner-Stil

- Schloss Neuburg, das Wahrzeichen des Ortes, liegt über Obrigheim hoch über dem Neckar und ist von einem Burggraben umgeben. Das seit 1959 als Hotel und Restaurant genutzte Anwesen ist nach diversen Besitzerwechseln seit August 2007 wieder in Privatbesitz, im November des gleichen Jahres wurde auch die gastronomische Nutzung wieder aufgenommen.
- Die evangelische Friedenskirche überragt auf der Alter Berg genannten Anhöhe die Ortsmitte. Direkt bei der Kirche befand sich einst die Alte Burg, von der sich Steine in den Stützmauern bei der Kirche erhalten haben.
- Von der südlich des Ortes auf einem Ausläufer des Karlsbergs gelegenen Burg Landsehr kündet lediglich noch die Geländetopographie mit Halsgraben. An der Stelle der einstigen Burg befindet sich heute ein Aussichtspavillon.
- Die katholische Kirche St. Laurentius wurde 1832 von Johann Ludwig Weinbrenner im Weinbrenner-Stil erbaut, einem Neffen des Namensgebers für den badischen Klassizismus, Friedrich Weinbrenner.
- Das Kriegerdenkmal von Obrigheim besteht aus mehreren Ehrenmalen, neben Ehrenmalen für die Gefallenen des Ersten und Zweiten Weltkriegs auch ein Ehrenmal für die Teilnehmer des Deutsch-Französischen Krieges 1870/71 mit Liste der Teilnehmer und Bildnis des badischen Großherzogs.

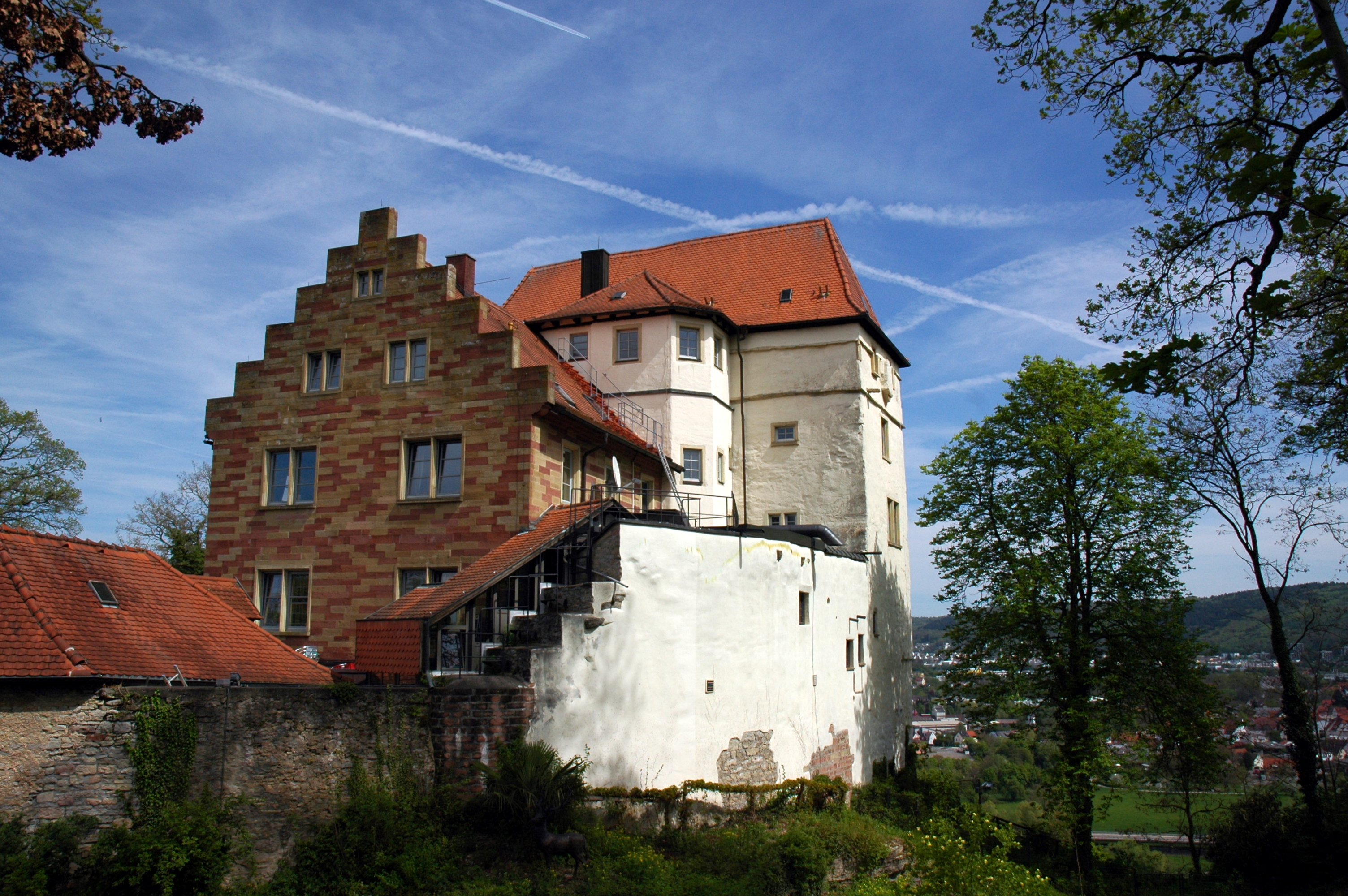
Schloss Neuburg
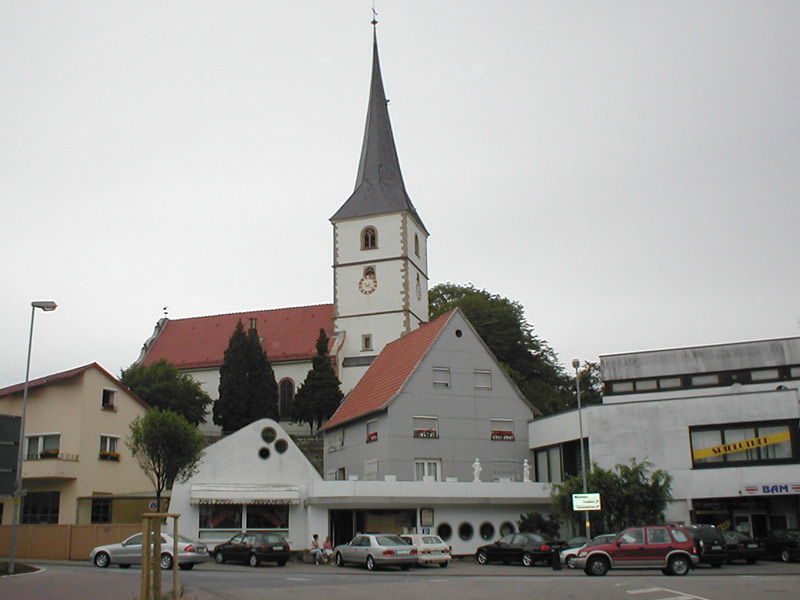
Evang. Friedenskirche
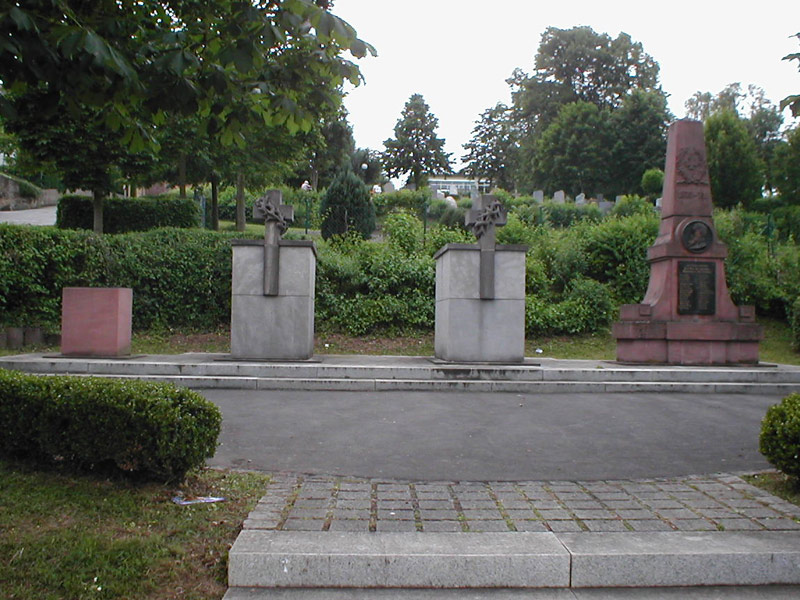
Kriegerdenkmal

- Im Ortsteil Asbach befindet sich die vermutlich auf einen mittelalterlichen Bau zurückgehende evangelische Kirche sowie eine katholische Kirche von 1890. Außerdem sind das Schulhaus von 1839 und ein Grenzstein von 1558 sehenswert. Im Ortsteil Mörtelstein befindet sich die 1819 erneuerte Georgskapelle mit Fresken aus dem 15. Jahrhundert. Außerdem sind dort erwähnenswert das schmuckvolle Fachwerk-Rathaus von 1801 sowie der Dorfbrunnen von 1899. In den bewaldeten Hängen zwischen Mörtelstein und Obrigheim sind historische Weinberg-Terrassen mit Treppen und Formsteinen des hier vom frühen 15. Jahrhundert an betriebenen und vor 1770 wieder aufgegebenen Weinbaus zu erkennen.
- 169 Meter hoher meteorologischer Messmast zwischen Asbach und Kirstätter Hof bei 49°20'30" nördlicher Breite und 009°02'47" östlicher Länge (2001 durch Sprengung abgerissen). Der Messmast gehörte zur Anlage des Kernkraftwerks.

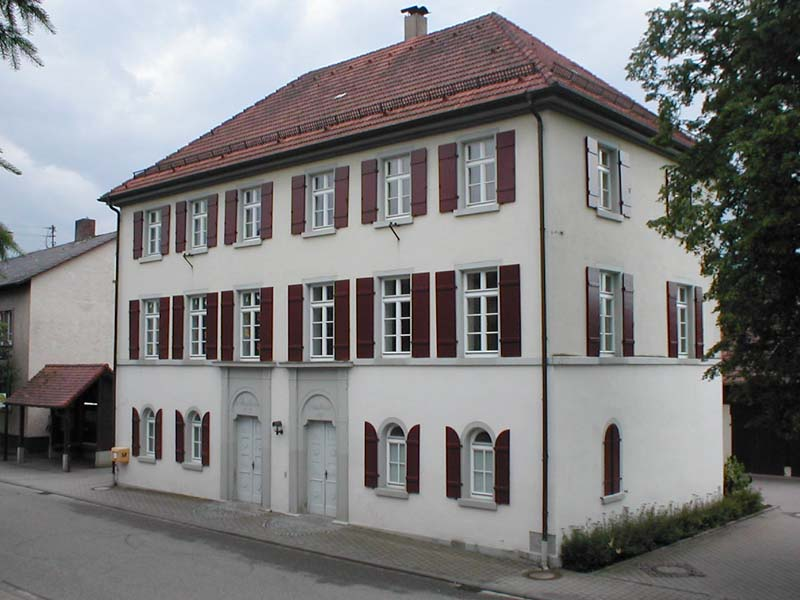
Schulhaus Asbach
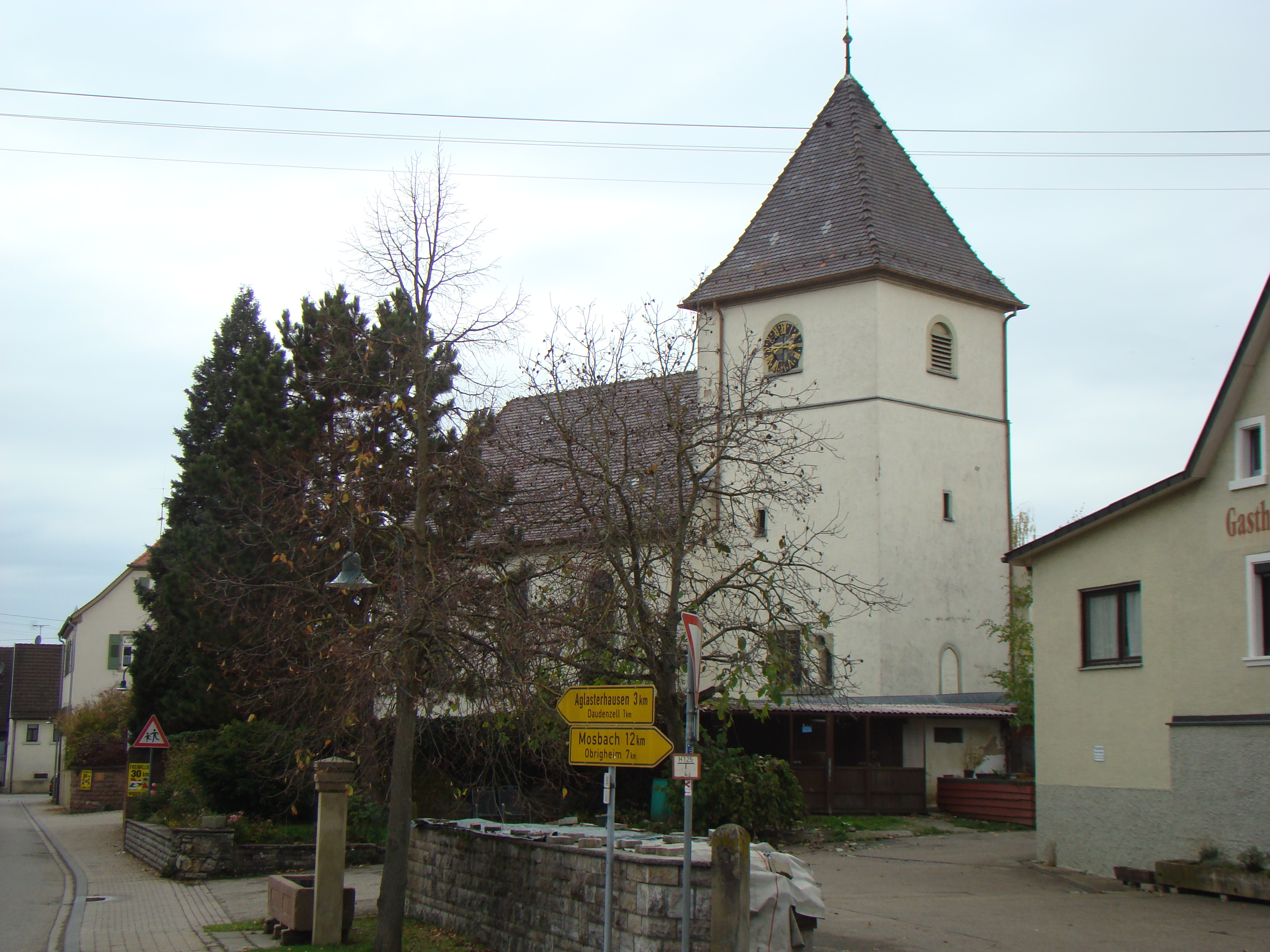
Ev. Kirche Asbach
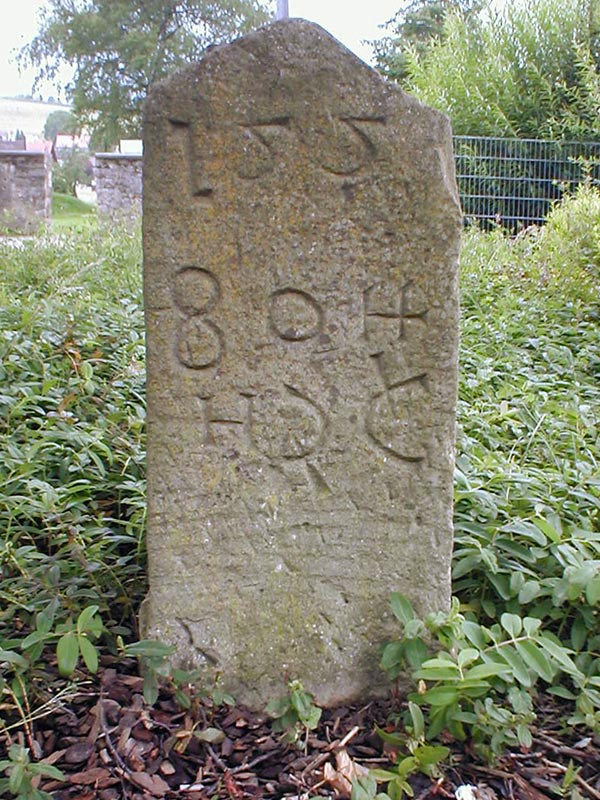
Grenzstein Asbach
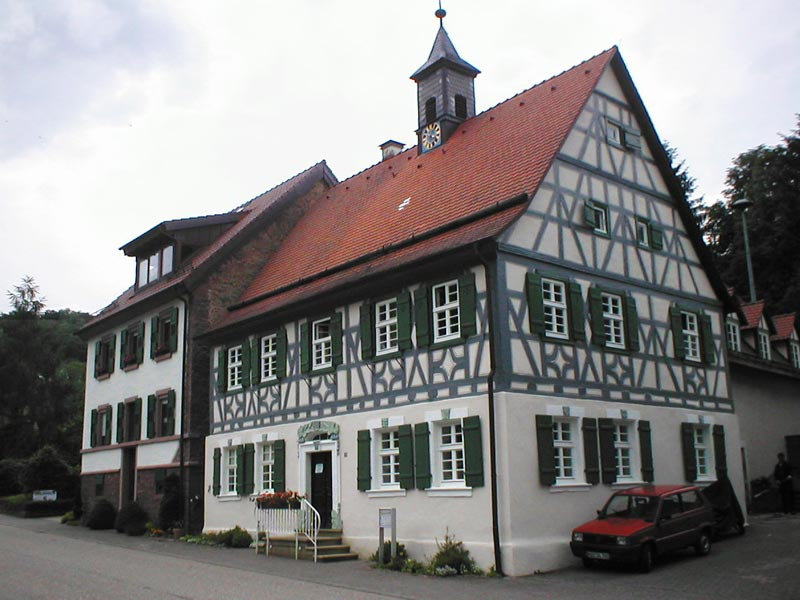
Rathaus Mörtelstein

### Sport
Die Gewichtheber des SV Germania Obrigheim kämpfen in der 1. Bundesliga. 2003, 2008 und 2013 konnte die deutsche Mannschaftsmeisterschaft gewonnen werden. In den Jahren 2005, 2007, 2010 und 2012 wurde jeweils die Vizemeisterschaft errungen.
Außerdem gibt es den SV Mörtelstein mit den Abteilungen Fußball, Tischtennis und Frauengymnastik und den FC Asbach.

## Wirtschaft und Infrastruktur

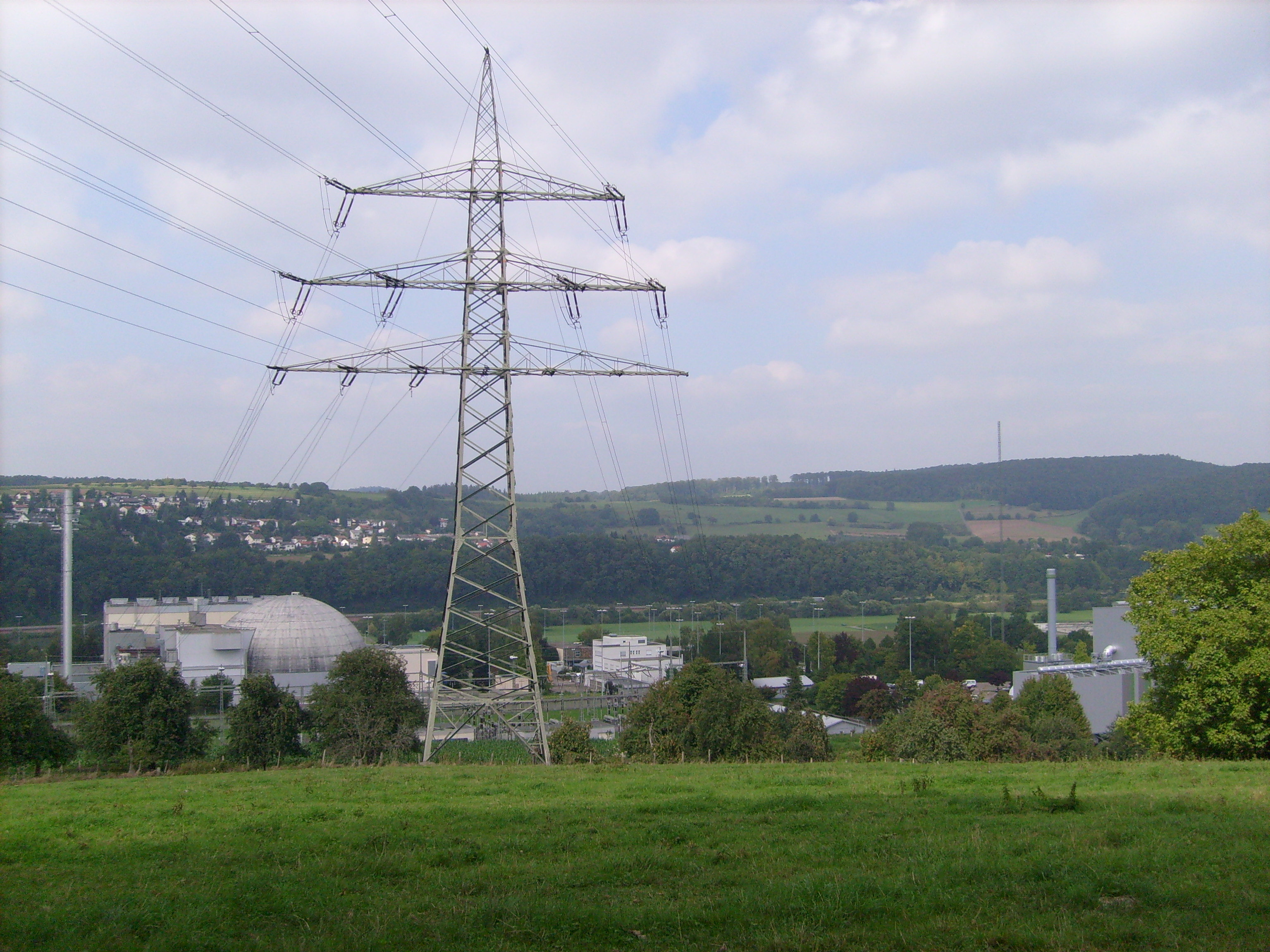
Links das Kernkraftwerk Obrigheim, rechts das als Ersatz für das abgeschaltete Kernkraftwerk in Bau befindliche Biomasse-Kraftwerk (2008)

Eine Gipsverladestelle am Neckar östlich von O., an der jährlich 300.000 Tonnen Gips auf Binnenschiffe geladen werden.
Mit dem TECH·N·O – Technologiepark Neckar-Odenwald, bietet Obrigheim sehr verkehrsgünstig gelegene neue Unternehmensstandorte an.
Im Jahr 2022 erzielte die Obrigheim Einnahmen aus der Gewerbesteuer in Höhe von 3,28 Millionen Euro. Mit einem Gewerbesteuerhebesatz von 290 % zählt die Gemeinde zu den steuerlich attraktiven Standorten Deutschlands. Obrigheim ist etwa steuerlich deutlich günstiger als die Landeshauptstadt Stuttgart (Gewerbesteuerhebesatz 420 %). Im Neckar-Odenwald-Kreis hat zudem keine andere Gemeinde einen niedrigeren Gewerbesteuerhebesatz als Obrigheim.

### Kernkraftwerk
Der Reaktor des Kernkraftwerks Obrigheim (KWO) (Druckwasserreaktor, 357 MW) wurde am 11. Mai 2005 außer Betrieb genommen, der aufwändige Rückbau soll etwa 14 Jahre benötigen. Das Kraftwerk steht auf der Gemarkung des Ortsteils Mörtelstein.

### Verkehr

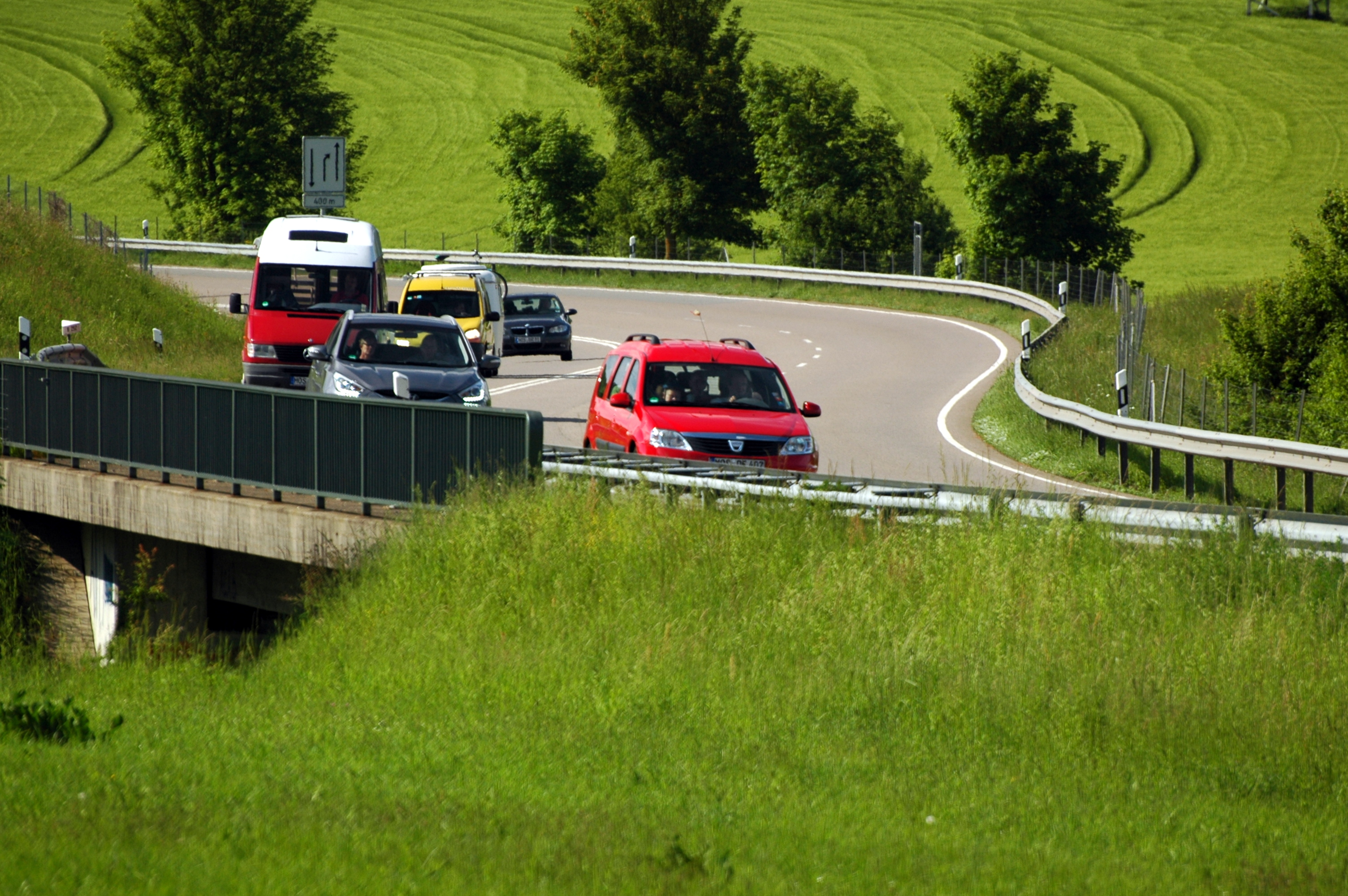
Bundesstraße 292 bei Obrigheim-Mörtelstein

Von Obrigheim führt eine zweispurige moderne Beton-Brücke über den Neckar nach Diedesheim, einem Stadtteil von Mosbach. Die Bundesstraße 292 führt vom Mosbacher Kreuz kommend durch Obrigheim in Richtung Sinsheim.
Die Bahnstrecke Meckesheim–Neckarelz, die einst durch Obrigheim und weiter über eine 1945 gesprengte Brücke nach Neckarelz zur Neckartalbahn führte, ist in diesem Abschnitt stillgelegt.
Durch Alltagsrouten aus dem Radnetz Baden-Württemberg ist Obrigheim 
- über den Ortsteil Asbach, an Aglasterhausen (Ortsteil Daudenzell) vorbei und über Helmstadt mit Waibstadt,
- mit Mosbach,
- über Neckargerach und Zwingenberg mit Eberbach und
- über Haßmersheim mit Bad Friedrichshall verbunden.

Durch die Gemeinde führen folgende Landes-Radfernwege:
- Der Neckartal-Radweg verläuft vom Neckarursprung in Villingen-Schwenningen bis zu dessen Mündung in den Rhein bei Mannheim.
- Der Odenwald-Madonnen-Radweg beginnt in Tauberbischofsheim und führt über Walldürn, Mudau, Mosbach und Heidelberg nach Speyer.

### Bildungseinrichtungen
Obrigheim verfügt über eine Realschule und eine Grund- und Gemeinschaftsschule. Für die jüngsten Bewohner gibt es zwei evangelische und einen römisch-katholischen Kindergarten.